# 行願
行愿（?—?），战国时期秦国大臣。
行愿作为刚刚即位的秦昭襄王的臣子被誉为公正。前307年，韩国公仲想要中立于秦国，但是和公孙郝友善，和甘茂交恶，支持齐国攻魏，又得罪了楚国、赵国。有人劝公仲通过行愿劝说秦王。问秦王：“齐国、魏国联合分离，怎样对秦国有利？”秦王回答，齐、魏分离有利秦国。于是对秦王说：“现在秦王听公孙郝的，以韩、秦之兵联齐攻魏，魏不敢战，献上土地归附齐国，不利于秦，臣以为公孙郝不忠。现在秦王听甘茂的，以韩、秦之兵联魏攻齐，齐不敢战，不要求魏国割地而联合魏国，也不利于秦，臣以为甘茂不忠。所以，秦王不如令韩国中立去攻打齐国，声言救魏以壮大声势，齐、魏于是相持不下。大王相信公孙郝在齐国为韩国取南阳，换取谷川而归，这是秦惠文王的愿望。相信甘茂在魏国，以韩、秦联兵据魏抗齐，这是秦武王的愿望。臣以为令韩以中立以攻齐，是秦国的最大急务。公孙郝与齐国勾结而不肯说明情况，甘茂不敢报告形势，此二人是大王的大患。”